# Casalmoro
Casalmoro (lombardul: Casalmór) település Olaszországban, Lombardia régióban, Mantova megyében. Lakosainak száma 2194 fő (2023. január 1.). Casalmoro Asola, Castel Goffredo, Remedello és Acquafredda községekkel határos.

## Népesség
A település népességének változása:
| Lakosok száma | 2242 | 2240 | 2194 |
|               | 2017 | 2018 | 2023 |